# 王仁恭
王 仁恭（おう じんきょう、558年 - 617年）は、中国の隋の政治家・軍人。字は元実。本貫は天水郡上邽県。

## 経歴
北周の鄯州刺史の王猛の子として生まれた。20歳のとき、鄯州主簿となった。隋の秦王楊俊に召されて記室となり、長道県令に転じ、車騎将軍となった。楊素の下で突厥を霊武で攻撃し、功績により上開府の位を受けた。驃騎将軍として典蜀王軍事をつとめた。山獠が乱を起こすと、仁恭は蜀王楊秀の命により乱を鎮圧した。蜀王楊秀が廃されると、属官の多くは連座して罪に問われたが、仁恭は文帝に実直を認められて、不問に付された。
604年、煬帝が即位し、漢王楊諒が挙兵して叛くと、仁恭は楊素の下で乱の鎮圧にあたった。功績により大将軍の位に進み、呂州刺史に任ぜられた。1年あまりして、衛州刺史に転じ、まもなく汲郡太守となり、有能で知られた。信都郡太守に転出することになると、汲郡の官吏や民衆は道中に仁恭の馬をつかんで放さず、数日のあいだ郡境を出ることができなかった。
612年、第一次高句麗遠征（隋の高句麗遠征）においては、仁恭は軍将をつとめた。煬帝が軍を返すと、仁恭はしんがりをつとめ、高句麗軍に遭遇して撃破した。位は左光禄大夫に進んだ。613年、再び軍将として第二次高句麗遠征に参加し、扶餘道を進軍した。新城にいたり、高句麗軍数万が城を背にして陣を布くと、仁恭は精鋭1000騎を率いてこれを撃破した。高句麗軍が籠城すると、仁恭は四面を包囲して攻めたてた。位は光禄大夫に進んだ。楊玄感が乱を起こすと、甥の武賁郎将王仲伯が乱に参加したため、仁恭は連座して免官された。
突厥が隋の北辺を侵犯するようになると、煬帝は仁恭の宿将としての功績を見込んで、本官に復し、馬邑太守を領させた。始畢可汗が数万騎を率いて馬邑に侵攻した。ときに馬邑郡の兵は3000に満たなかったが、仁恭は精鋭を選んで迎撃し、突厥軍を破って、ふたりの特勤を斬った。その後、突厥がまた定襄に侵入すると、仁恭は兵4000を率いて戦い、撃退した。
隋末の乱が激しくなると、道路は寸断され、人々は飢えに苦しむようになった。仁恭はかつてと異なり、賄賂を受けとって貯めこみ、民衆を救恤しようとしなかった。617年、校尉の劉武周は仁恭の侍婢と密通しており、事情が漏れることを恐れて、乱を起こすことを決意した。劉武周は「父老や妻子が飢えと寒さに苦しみ、遺体が散乱しているのに、王府君は官倉を閉ざして百姓を救おうとしない。これに何の理があろうか」と馬邑郡中に宣言し、民衆の怒りを扇動した。仁恭が馬邑郡の庁舎で事務を執っていたとき、劉武周は数十人を率いて乗り込み、仁恭を殺害した。享年は60であった。

## 伝記資料
- 『隋書』巻六十五 列伝第三十
- 『北史』巻七十八 列伝第六十六